# Ahmed Yasser (cầu thủ bóng đá, sinh 1991)
Ahmed Yasser (sinh ngày 27 tháng 11 năm 1991) là một tiền đạo bóng đá người Ai Cập hiện tại thi đấu cho Al-Minaa, cho mượn từ Al-Masry.
Yasser bắt đầu sự nghiệp chuyên nghiệp với Wadi Degla, cho mượn nửa mùa giải đến đội bóng tại Belgian Third Division Turnhout năm 2013. Sau mùa giải đó, anh chuyển hẳn đến Lierse, thi đấu ở Belgian Pro League, nhưng được cho mượn trở lại Wadi Degla đầu năm 2014. Anh ký hợp đồng với Al-Minaa với bản hợp đồng cho mượn 6 tháng vào ngày 29 tháng 1 năm 2017.